# Clausius' sætning
Clausius' sætning eller Clausius' ulighed siger, at den  samlede varme {\displaystyle \delta Q}, som tilføres eller afgives i løbet af en termodynamisk kredsproces, divideret med temperaturen {\displaystyle T} er mindre end eller lig med 0. Dette kan skrives som et lukket integrale:
{\displaystyle \oint {\frac {\delta Q}{T}}\leq 0}
For en reversibel proces - en proces uden varmetab - gælder ligheden:
{\displaystyle \oint {\frac {\delta Q_{\text{rev}}}{T}}=0}
Dette udtryk kan bruges til at definere entropi.